# Andrzej Ambrożej
Andrzej Ambrożej (ur. 2 września 1965) – polski piłkarz, wychowanek Gwardii Białystok.
W młodym wieku pozyskany przez Jagiellonię. Wywalczył awans do ekstraklasy, wcześniej zdobył z zespołem brązowy medal MP juniorów. Grał na wszystkich pozycjach, z wyjątkiem bramkarza. Z Jagiellonią wywalczył awans do I ligi w 1987 roku. Kiedy drużyna spadała z ekstraklasy był jej najlepszym strzelcem. Miał za sobą epizod w Rovaniemen Palloseura (Finlandia) oraz 2 sezony gry w ŁKS Łódź. Po powrocie do Białegostoku, grał przez jakiś czas w II-ligowej Jagiellonii, ale kontuzja przerwała jego karierę. W ekstraklasie w barwach Jagiellonii: (mecze-gole): 1987/1988 – 25-3, 1988/1989 – 30-0, 1989/1990 – 30-2 i 1992/1993 – 17-5.
Obok Bartnowskiego, J. Szugzdy i Romaniuka, zawodnik, który reprezentował Jagiellonię podczas jej występów we wszystkich czterech sezonach w ekstraklasie.
Był trenerem zespołów młodzieżowych. Od lipca 2006 r. do lipca 2007 r. trener V-ligowego Magnata Juchnowiec. Od połowy lipca do połowy listopada 2007 roku był pierwszym trenerem III-ligowej Warmii Grajewo.
W lutym 2013 roku został trenerem w BSP Jagiellonia Białystok rocznika 2002.  W 2018 zrezygnował z funkcji trenera w akademii Jagiellonii.